# M5 Industries

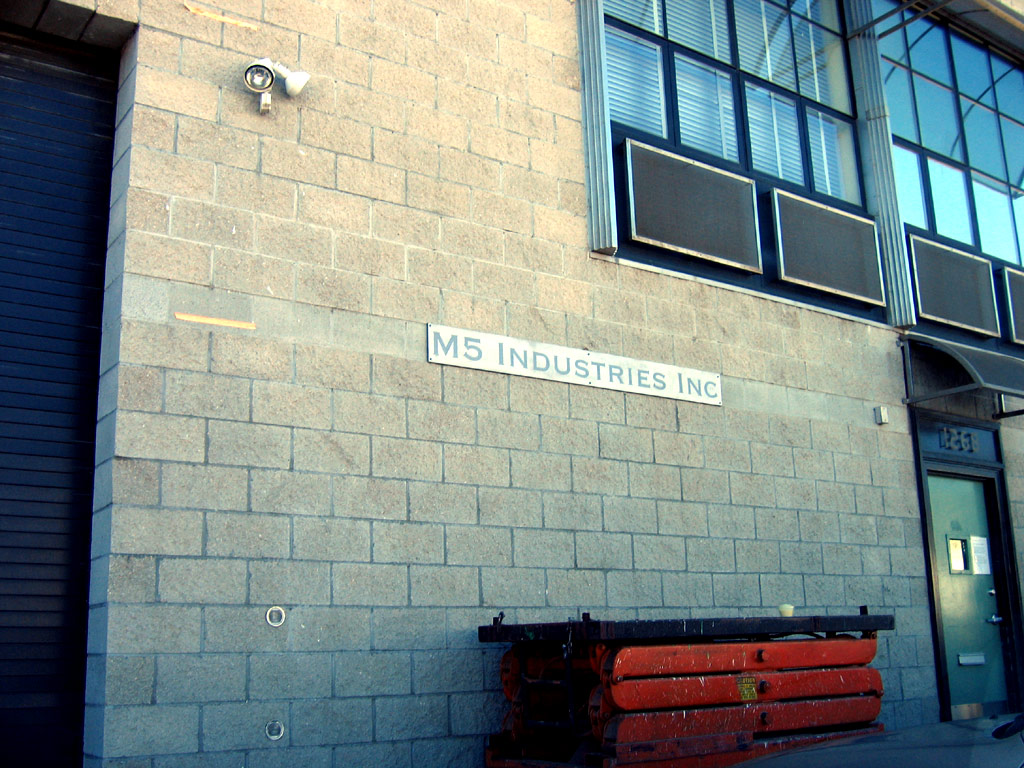
M5 Industries

M5 Industries Inc (M5i) ist eine US-amerikanische Firma, die Spezialeffekte für Filme und Werbespots erstellt sowie Spielzeugprototypen und Roboter baut. Die Firma mit Sitz in San Francisco wurde von Jamie Hyneman 1997 gegründet und war Schauplatz der Fernsehserie MythBusters – Die Wissensjäger, in der Hyneman zusammen mit Co-Moderator Adam Savage auftrat.
Die Idee für den Namen der Firma soll Adam Savage gehabt haben, nachdem weder Jamie noch seinen Mitarbeitern einer eingefallen war. Der Name sollte vor allem kurz sein und an die Spezialabteilung von James Bond erinnern. Laut Jamie ist M5i allerdings eine Fehlbenennung, da die Spezialabteilung des MI6 in den Filmen als „Abteilung Q“ (englisch: Q branch) bezeichnet wird.
Zeitweise waren etwa 50 Personen bei M5i angestellt, welche in den Spezialbereichen Modell- und Maschinenbau, Metallverarbeitung, Holzverarbeitung, Malerei und Robotik arbeiteten. M5i hat für über 100 Unternehmen (unter anderem Burger King, Intel, Nike, Porsche, Schweppes etc.) an Werbespots gearbeitet und wurde von bekannten Filmstudios (unter anderem MGM, Paramount Pictures, 20th Century Fox, Disney etc.) an Produktionen beteiligt.
Laut Hyneman arbeitet M5 Industries seit dem Ende der MythBusters-Serie im Jahr 2015 nicht mehr an Spezialeffekten für die Film- und Fernsehindustrie. Stattdessen konzentrierten er und seine Mitarbeiter sich auf Forschungs- und Entwicklungsprojekte in verschiedenen Bereichen. Unter anderem forscht Hyneman selbst seit mehreren Jahren an einem gepanzerten Fahrzeug, das zur Bekämpfung von Waldbränden eingesetzt werden kann.